# Großer Preis von Ungarn 1988
Der Große Preis von Ungarn 1988 (offiziell Pop 84 Magyar Nagydíj) fand am 7. August auf dem Hungaroring in Mogyoród in der Nähe von Budapest statt und war das zehnte Rennen der Formel-1-Weltmeisterschaft 1988.

## Berichte

### Hintergrund
Hinsichtlich des Teilnehmerfeldes gab es keine Veränderung im Vergleich zum Großen Preis von Deutschland zwei Wochen zuvor.
Mit Nelson Piquet (zweimal) trat der einzige ehemalige Sieger zu diesem Grand Prix an.

### Training
Obwohl die übrigen Teams hofften, auf dem vergleichsweise winkligen Hungaroring ähnliche Chancen zu haben wie die bis dato in der Saison beispiellos dominierenden McLaren, erreichte Ayrton Senna erneut die Pole-Position, allerdings mit einer nur um rund eine Zehntelsekunde besseren Rundenzeit als Nigel Mansell. Thierry Boutsen und Ivan Capelli bildeten die zweite Startreihe vor Alessandro Nannini und Riccardo Patrese. Alain Prost, der sonst meist einen Startplatz in der ersten Reihe erreicht hatte, belegte den siebten Platz vor Maurício Gugelmin.

### Rennen

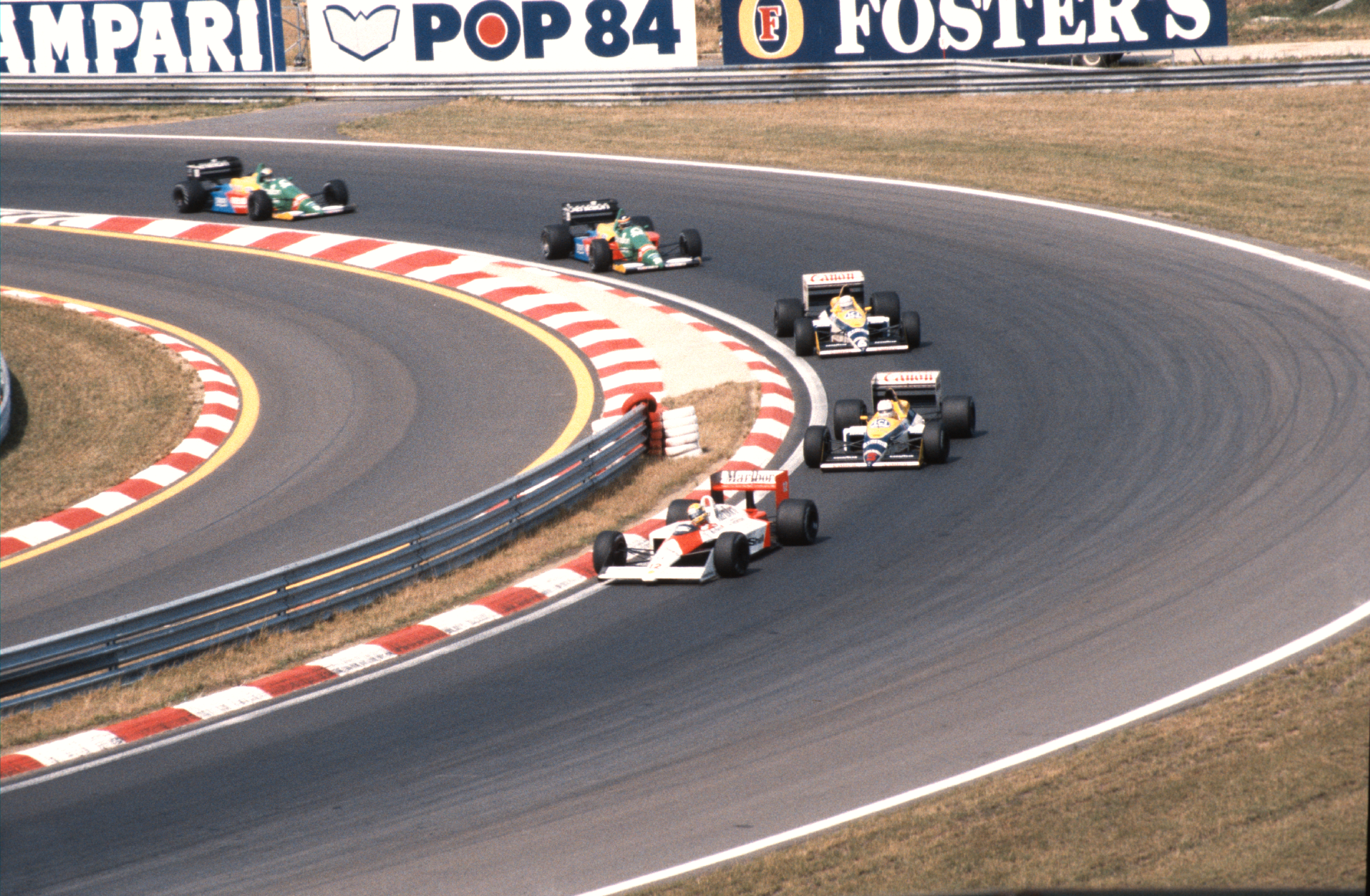
Senna führte das Feld in den ersten Runden vor den Williams- und den Benetton-Piloten an

Mansell startete zwar minimal besser als Senna, jedoch konnte dieser die zusätzliche Kraft seines Turbomotors nutzen, um bereits vor der ersten Kurve wieder in Führung zu gehen. Erneut verteidigte er diese Position bis ins Ziel. Mansell folgte vor seinem Williams-Teamkollegen Patrese sowie den beiden Benetton-Piloten Boutsen und Nannini.
Prost, der nach dem Start auf den neunten Rang zurückgefallen war, benötigte auf dem Kurs, der relativ wenige Möglichkeiten zum Überholen bot, bis zur 47. Runde, um die in dieser Saison fast gewohnte McLaren-Doppelführung herzustellen. Er schloss auf seinen Teamkollegen auf und gelangte sogar kurz an diesem vorbei. Senna konterte allerdings umgehend erfolgreich, wobei er einen kleinen Fehler Prosts ausnutzte.
Prost kreuzte mit weniger als einer Sekunde Rückstand auf Senna die Ziellinie. Boutsen wurde Dritter vor Berger, Gugelmin und Patrese.

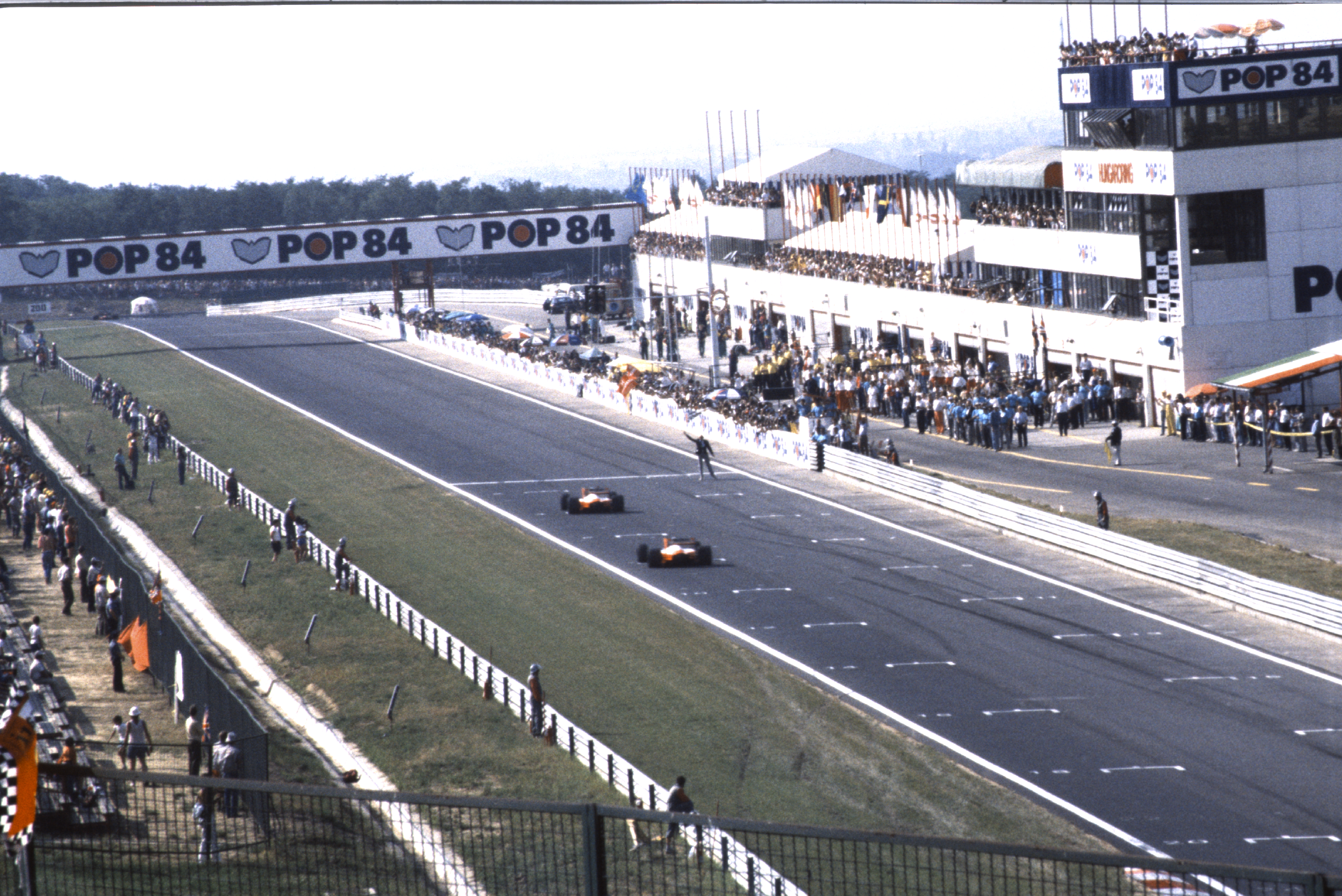
Zielflagge beim Großen Preis von Ungarn 1988, Ayrton Senna gewinnt vor Alain Prost

In der Fahrerwertung waren Senna und Prost nun punktgleich mit 66 Punkten an der Spitze.

## Meldeliste
| Team                           | Nr. | Fahrer             | Chassis           | Motor                    | Reifen |
| ------------------------------ | --- | ------------------ | ----------------- | ------------------------ | ------ |
| Camel Team Lotus Honda         | 01  | Nelson Piquet      | Lotus 100T        | Honda RA168E 1.5 V6t     | G      |
| Camel Team Lotus Honda         | 02  | Satoru Nakajima    | Lotus 100T        | Honda RA168E 1.5 V6t     | G      |
| Tyrrell Racing Organisation    | 03  | Jonathan Palmer    | Tyrrell 017       | Ford Cosworth DFZ 3.5 V8 | G      |
| Tyrrell Racing Organisation    | 04  | Julian Bailey      | Tyrrell 017       | Ford Cosworth DFZ 3.5 V8 | G      |
| Canon Williams Team            | 05  | Nigel Mansell      | Williams FW12     | Judd CV 3.5 V8           | G      |
| Canon Williams Team            | 06  | Riccardo Patrese   | Williams FW12     | Judd CV 3.5 V8           | G      |
| West Zakspeed Racing           | 09  | Piercarlo Ghinzani | Zakspeed 881      | Zakspeed 1500/4 1.5 L4t  | G      |
| West Zakspeed Racing           | 10  | Bernd Schneider    | Zakspeed 881      | Zakspeed 1500/4 1.5 L4t  | G      |
| Honda Marlboro McLaren         | 11  | Alain Prost        | McLaren MP4/4     | Honda RA168E 1.5 V6t     | G      |
| Honda Marlboro McLaren         | 12  | Ayrton Senna       | McLaren MP4/4     | Honda RA168E 1.5 V6t     | G      |
| AGS Racing                     | 14  | Philippe Streiff   | AGS JH23          | Ford Cosworth DFZ 3.5 V8 | G      |
| Leyton House March Racing Team | 15  | Maurício Gugelmin  | March 881         | Judd CV 3.5 V8           | G      |
| Leyton House March Racing Team | 16  | Ivan Capelli       | March 881         | Judd CV 3.5 V8           | G      |
| USF&G Arrows Megatron          | 17  | Derek Warwick      | Arrows A10B       | Megatron M12/13 1.5 L4t  | G      |
| USF&G Arrows Megatron          | 18  | Eddie Cheever      | Arrows A10B       | Megatron M12/13 1.5 L4t  | G      |
| Benetton Formula Ltd           | 19  | Alessandro Nannini | Benetton B188     | Ford Cosworth DFR 3.5 V8 | G      |
| Benetton Formula Ltd           | 20  | Thierry Boutsen    | Benetton B188     | Ford Cosworth DFR 3.5 V8 | G      |
| Osella Squadra Corse           | 21  | Nicola Larini      | Osella FA1L       | Osella 890T 1.5 V8t      | G      |
| Rial Racing                    | 22  | Andrea de Cesaris  | Rial ARC1         | Ford Cosworth DFZ 3.5 V8 | G      |
| Lois Minardi Team              | 23  | Pierluigi Martini  | Minardi M188      | Ford Cosworth DFZ 3.5 V8 | G      |
| Lois Minardi Team              | 24  | Luis Pérez-Sala    | Minardi M188      | Ford Cosworth DFZ 3.5 V8 | G      |
| Ligier Loto                    | 25  | René Arnoux        | Ligier JS31       | Judd CV 3.5 V8           | G      |
| Ligier Loto                    | 26  | Stefan Johansson   | Ligier JS31       | Judd CV 3.5 V8           | G      |
| Scuderia Ferrari SpA SEFAC     | 27  | Michele Alboreto   | Ferrari F1-87/88C | Ferrari 033E 1.5 V6t     | G      |
| Scuderia Ferrari SpA SEFAC     | 28  | Gerhard Berger     | Ferrari F1-87/88C | Ferrari 033E 1.5 V6t     | G      |
| Larrousse Calmels              | 29  | Yannick Dalmas     | Lola LC88         | Ford Cosworth DFZ 3.5 V8 | G      |
| Larrousse Calmels              | 30  | Philippe Alliot    | Lola LC88         | Ford Cosworth DFZ 3.5 V8 | G      |
| Coloni SpA                     | 31  | Gabriele Tarquini  | Coloni FC188      | Ford Cosworth DFZ 3.5 V8 | G      |
| EuroBrun Racing                | 32  | Oscar Larrauri     | EuroBrun ER188    | Ford Cosworth DFZ 3.5 V8 | G      |
| EuroBrun Racing                | 33  | Stefano Modena     | EuroBrun ER188    | Ford Cosworth DFZ 3.5 V8 | G      |
| BMS Scuderia Italia            | 36  | Alex Caffi         | Dallara F188      | Ford Cosworth DFZ 3.5 V8 | G      |

## Klassifikationen

### Qualifying
| Pos. | Fahrer             | Konstrukteur    | Vorqualifikation | Vorqualifikation  | 1. Qualifikationstraining | 1. Qualifikationstraining | 2. Qualifikationstraining | 2. Qualifikationstraining | Start |
| Pos. | Fahrer             | Konstrukteur    | Zeit             | Ø-Geschwindigkeit | Zeit                      | Ø-Geschwindigkeit         | Zeit                      | Ø-Geschwindigkeit         | Start |
| ---- | ------------------ | --------------- | ---------------- | ----------------- | ------------------------- | ------------------------- | ------------------------- | ------------------------- | ----- |
| 01   | Ayrton Senna       | McLaren-Honda   | –                | –                 | 1:30,422                  | 159,811 km/h              | 1:27,635                  | 164,893 km/h              | 01    |
| 02   | Nigel Mansell      | Williams-Judd   | –                | –                 | 1:30,151                  | 160,291 km/h              | 1:27,743                  | 164,690 km/h              | 02    |
| 03   | Thierry Boutsen    | Benetton-Ford   | –                | –                 | 1:30,780                  | 159,180 km/h              | 1:27,970                  | 164,265 km/h              | 03    |
| 04   | Ivan Capelli       | March-Judd      | –                | –                 | 1:32,675                  | 155,926 km/h              | 1:28,350                  | 163,559 km/h              | 04    |
| 05   | Alessandro Nannini | Benetton-Ford   | –                | –                 | 1:29,779                  | 160,955 km/h              | 1:28,493                  | 163,294 km/h              | 05    |
| 06   | Riccardo Patrese   | Williams-Judd   | –                | –                 | 1:30,382                  | 159,881 km/h              | 1:28,569                  | 163,154 km/h              | 06    |
| 07   | Alain Prost        | McLaren-Honda   | –                | –                 | 1:29,589                  | 161,297 km/h              | 1:28,778                  | 162,770 km/h              | 07    |
| 08   | Maurício Gugelmin  | March-Judd      | –                | –                 | 1:35,237                  | 151,731 km/h              | 1:29,099                  | 162,184 km/h              | 08    |
| 09   | Gerhard Berger     | Ferrari         | –                | –                 | 1:31,192                  | 158,461 km/h              | 1:29,244                  | 161,920 km/h              | 09    |
| 10   | Alex Caffi         | Dallara-Ford    | 2:01,593         | 118,842 km/h      | 1:32,887                  | 155,570 km/h              | 1:29,891                  | 160,755 km/h              | 10    |
| 11   | Luis Pérez-Sala    | Minardi-Ford    | –                | –                 | 1:33,494                  | 154,560 km/h              | 1:30,103                  | 160,376 km/h              | 11    |
| 12   | Derek Warwick      | Arrows-Megatron | –                | –                 | 1:32,514                  | 156,197 km/h              | 1:30,185                  | 160,231 km/h              | 12    |
| 13   | Nelson Piquet      | Lotus-Honda     | –                | –                 | 1:35,346                  | 151,557 km/h              | 1:30,405                  | 159,841 km/h              | 13    |
| 14   | Eddie Cheever      | Arrows-Megatron | –                | –                 | 1:32,569                  | 156,104 km/h              | 1:30,908                  | 158,956 km/h              | 14    |
| 15   | Michele Alboreto   | Ferrari         | –                | –                 | 1:32,304                  | 156,552 km/h              | 1:31,052                  | 158,705 km/h              | 15    |
| 16   | Pierluigi Martini  | Minardi-Ford    | –                | –                 | 1:33,597                  | 154,390 km/h              | 1:31,123                  | 158,581 km/h              | 16    |
| 17   | Yannick Dalmas     | Lola-Ford       | –                | –                 | 1:33,192                  | 155,061 km/h              | 1:31,200                  | 158,447 km/h              | 17    |
| 18   | Andrea de Cesaris  | Rial-Ford       | –                | –                 | 1:48,994                  | 132,580 km/h              | 1:31,523                  | 157,888 km/h              | 18    |
| 19   | Satoru Nakajima    | Lotus-Honda     | –                | –                 | 1:34,194                  | 153,411 km/h              | 1:31,646                  | 157,676 km/h              | 19    |
| 20   | Philippe Alliot    | Lola-Ford       | –                | –                 | 1:33,122                  | 155,177 km/h              | 1:31,719                  | 157,551 km/h              | 20    |
| 21   | Jonathan Palmer    | Tyrrell-Ford    | –                | –                 | 1:34,001                  | 153,726 km/h              | 1:31,741                  | 157,513 km/h              | 21    |
| 22   | Gabriele Tarquini  | Coloni-Ford     | 2:03,371         | 117,130 km/h      | 1:35,991                  | 150,539 km/h              | 1:32,160                  | 156,797 km/h              | 22    |
| 23   | Philippe Streiff   | AGS-Ford        | –                | –                 | 1:32,973                  | 155,426 km/h              | 1:32,265                  | 156,618 km/h              | 23    |
| 24   | Stefan Johansson   | Ligier-Judd     | –                | –                 | 1:34,843                  | 152,361 km/h              | 1:32,342                  | 156,488 km/h              | 24    |
| 25   | René Arnoux        | Ligier-Judd     | –                | –                 | 1:35,685                  | 151,021 km/h              | 1:32,477                  | 156,259 km/h              | 25    |
| 26   | Stefano Modena     | EuroBrun-Ford   | 2:04,168         | 116,378 km/h      | 1:35,389                  | 151,489 km/h              | 1:32,614                  | 156,028 km/h              | 26    |
| DNQ  | Oscar Larrauri     | EuroBrun-Ford   | 2:03,343         | 117,156 km/h      | 1:35,990                  | 150,541 km/h              | 1:32,987                  | 155,402 km/h              | –     |
| DNQ  | Bernd Schneider    | Zakspeed        | –                | –                 | 1:36,716                  | 149,411 km/h              | 1:33,357                  | 154,786 km/h              | –     |
| DNQ  | Julian Bailey      | Tyrrell-Ford    | –                | –                 | 1:35,693                  | 151,008 km/h              | 1:33,694                  | 154,230 km/h              | –     |
| DNQ  | Piercarlo Ghinzani | Zakspeed        | –                | –                 | 1:36,223                  | 150,176 km/h              | 1:34,701                  | 152,590 km/h              | –     |
| DNPQ | Nicola Larini      | Osella          | 2:05,626         | 115,027 km/h      | keine Zeit                | –                         | keine Zeit                | –                         | –     |

### Rennen
| Pos. | Fahrer             | Konstrukteur    | Runden | Stopps | Zeit        | Start | Schnellste Runde |
| ---- | ------------------ | --------------- | ------ | ------ | ----------- | ----- | ---------------- |
| 01   | Ayrton Senna       | McLaren-Honda   | 76     | 0      | 1:57:47,081 | 01    | 1:30,964         |
| 02   | Alain Prost        | McLaren-Honda   | 76     | 0      | + 0,529     | 07    | 1:30,639         |
| 03   | Thierry Boutsen    | Benetton-Ford   | 76     | 0      | + 31,410    | 03    | 1:31,272         |
| 04   | Gerhard Berger     | Ferrari         | 76     | 0      | + 1:28,670  | 09    | 1:32,241         |
| 05   | Maurício Gugelmin  | March-Judd      | 75     | 0      | + 1 Runde   | 08    | 1:32,235         |
| 06   | Riccardo Patrese   | Williams-Judd   | 75     | 0      | + 1 Runde   | 06    | 1:32,569         |
| 07   | Satoru Nakajima    | Lotus-Honda     | 73     | 0      | + 3 Runden  | 19    | 1:34,138         |
| 08   | Nelson Piquet      | Lotus-Honda     | 73     | 1      | + 3 Runden  | 13    | 1:32,783         |
| 09   | Yannick Dalmas     | Lola-Ford       | 73     | 0      | + 3 Runden  | 17    | 1:34,120         |
| 10   | Luis Pérez-Sala    | Minardi-Ford    | 72     | 0      | + 4 Runden  | 11    | 1:33,615         |
| 11   | Stefano Modena     | EuroBrun-Ford   | 72     | 0      | + 4 Runden  | 26    | 1:35,536         |
| 12   | Philippe Alliot    | Lola-Ford       | 72     | 0      | + 4 Runden  | 20    | 1:35,432         |
| 13   | Gabriele Tarquini  | Coloni-Ford     | 71     | 0      | + 5 Runden  | 22    | 1:36,008         |
| –    | Derek Warwick      | Arrows-Megatron | 65     | 0      | DNF         | 12    | 1:34,078         |
| –    | Nigel Mansell      | Williams-Judd   | 60     | 2      | DNF         | 02    | 1:31,735         |
| –    | Eddie Cheever      | Arrows-Megatron | 55     | 0      | DNF         | 14    | 1:34,226         |
| –    | Michele Alboreto   | Ferrari         | 40     | 0      | DNF         | 15    | 1:33,080         |
| –    | René Arnoux        | Ligier-Judd     | 32     | 0      | DNF         | 25    | 1:35,940         |
| –    | Andrea de Cesaris  | Rial-Ford       | 28     | 0      | DNF         | 18    | 1:33,529         |
| –    | Alessandro Nannini | Benetton-Ford   | 24     | 0      | DNF         | 05    | 1:32,564         |
| –    | Alex Caffi         | Dallara-Ford    | 22     | 0      | DNF         | 10    | 1:33,761         |
| –    | Stefan Johansson   | Ligier-Judd     | 19     | 0      | DNF         | 24    | 1:35,759         |
| –    | Pierluigi Martini  | Minardi-Ford    | 8      | 0      | DNF         | 16    | 1:34,897         |
| –    | Philippe Streiff   | AGS-Ford        | 8      | 0      | DNF         | 23    | 1:36,339         |
| –    | Ivan Capelli       | March-Judd      | 5      | 0      | DNF         | 04    | 1:44,982         |
| –    | Jonathan Palmer    | Tyrrell-Ford    | 3      | 0      | DNF         | 21    | 1:36,660         |

## WM-Stände nach dem Rennen
Die ersten sechs des Rennens bekamen 9, 6, 4, 3, 2 bzw. 1 Punkt(e). In der Fahrerwertung wurden die besten elf Resultate, in der Konstrukteurswertung alle Resultate gewertet.

### Fahrerwertung
| Pos. | Fahrer             | Konstrukteur    | Punkte |
| ---- | ------------------ | --------------- | ------ |
| 01   | Ayrton Senna       | McLaren-Honda   | 66     |
| 02   | Alain Prost        | McLaren-Honda   | 66     |
| 03   | Gerhard Berger     | Ferrari         | 28     |
| 04   | Michele Alboreto   | Ferrari         | 16     |
| 05   | Thierry Boutsen    | Benetton-Ford   | 16     |
| 06   | Nelson Piquet      | Lotus-Honda     | 15     |
| 07   | Derek Warwick      | Arrows-Megatron | 9      |
| 08   | Nigel Mansell      | Williams-Judd   | 6      |
| 09   | Alessandro Nannini | Benetton-Ford   | 6      |
| 10   | Jonathan Palmer    | Tyrrell-Ford    | 5      |
| 11   | Maurício Gugelmin  | March-Judd      | 5      |
| 12   | Ivan Capelli       | March-Judd      | 4      |
| 13   | Andrea de Cesaris  | Rial-Ford       | 3      |
| 14   | Riccardo Patrese   | Williams-Judd   | 2      |
| 15   | Satoru Nakajima    | Lotus-Honda     | 1      |
| 16   | Eddie Cheever      | Arrows-Megatron | 1      |

| Pos. | Fahrer             | Konstrukteur  | Punkte |
| ---- | ------------------ | ------------- | ------ |
| 17   | Pierluigi Martini  | Minardi-Ford  | 1      |
| 18   | Yannick Dalmas     | Lola-Ford     | 0      |
| 19   | Gabriele Tarquini  | Coloni-Ford   | 0      |
| 20   | Stefan Johansson   | Ligier-Judd   | 0      |
| 21   | Alex Caffi         | Dallara-Ford  | 0      |
| 22   | Nicola Larini      | Osella        | 0      |
| 23   | Julian Bailey      | Tyrrell-Ford  | 0      |
| 24   | Philippe Streiff   | AGS-Ford      | 0      |
| 25   | Philippe Alliot    | Lola-Ford     | 0      |
| 26   | Luis Pérez-Sala    | Minardi-Ford  | 0      |
| 27   | Stefano Modena     | EuroBrun-Ford | 0      |
| 28   | Bernd Schneider    | Zakspeed      | 0      |
| 29   | Oscar Larrauri     | EuroBrun-Ford | 0      |
| 30   | Piercarlo Ghinzani | Zakspeed      | 0      |
| 31   | Adrián Campos      | Minardi-Ford  | 0      |
| 32   | René Arnoux        | Ligier-Judd   | 0      |

### Konstrukteurswertung
| Pos. | Konstrukteur    | Punkte |
| ---- | --------------- | ------ |
| 01   | McLaren-Honda   | 132    |
| 02   | Ferrari         | 44     |
| 03   | Benetton-Ford   | 22     |
| 04   | Lotus-Honda     | 16     |
| 05   | Arrows-Megatron | 10     |
| 06   | March-Judd      | 9      |
| 07   | Williams-Judd   | 8      |
| 08   | Tyrrell-Ford    | 5      |
| 09   | Rial-Ford       | 3      |

| Pos. | Konstrukteur  | Punkte |
| ---- | ------------- | ------ |
| 10   | Minardi-Ford  | 1      |
| 11   | Lola-Ford     | 0      |
| 12   | Coloni-Ford   | 0      |
| 13   | Ligier-Judd   | 0      |
| 14   | Dallara-Ford  | 0      |
| 15   | Osella        | 0      |
| 16   | AGS-Ford      | 0      |
| 17   | EuroBrun-Ford | 0      |
| 18   | Zakspeed      | 0      |